# I’m Coming Out
«I’m Coming Out» (с англ. — «Я выхожу из тени») — песня, записанная американской певицей Дайаны Росс. Она была написана и спродюсирована участниками группы Chic Найлом Роджерсом и Бернардом Эдвардсом. Песня была выпущена в качестве второго сингла из десятого студийного альбома Diana (1980). Она достигла пятого места в чарте Billboard Hot 100, а также первого в Hot Disco Singles. Песня стала визитной карточкой певицы, а также считается гимном ЛГБТ-сообщества.

## История создания
В 1979 году Найлу Роджерсом, автору трека, пришла в голову идея после того, как заметил трёх дрэг-квин, одетых как Дайана, в нью-йоркском клубе «GG Barnum Room». Текст также имеет особое значение для Росс, так как она покидала лейбл Motown Records и «выходила» из под власти Берри Горди.
Согласно фильму BBC4 «Как это делается в шоу-бизнесе» сама Росс полюбила песню сразу, однако когда она включила запись диджею Фрэнки Крокеру, который рассказал ей, что значит «каминг-аут», она в слезах прибежала к Роджерсу и спросила, почему он хочет уничтожить её карьеру. Она действительно переживала, что песня с таким спорным подтекстом сможет навредить её репутации в музыкальном бизнесе.

## Значение для ЛГБТ-сообщества
Сегодня песня «I’m Coming Out» считается традиционным гей-гимном. Дело в том, что термин «каминг-аут» использовался для описания самораскрытия сексуальной ориентации или гендерной идентичности присутствовал в гей-субкультуре с начала XX века, аналогично вечеринке дебютанта или празднованию ее официального представления обществу. Песня интерпретируется как празднование лесбиянки, гея, бисексуала или трансгендера, идентичности и поощрения самораскрытия.

## Чарты
| Чарт (1980)                           | Пиковая позиция |
| ------------------------------------- | --------------- |
| Австралия (Kent Music Report)         | 40              |
| Бельгия/Фландрия (Ultratop 50)        | 16              |
| Нидерланды (Single Top 100)           | 18              |
| Нидерланды (Dutch Top 40)             | 23              |
| Новая Зеландия (Recorded Music NZ)    | 5               |
| Франция (SNEP)                        | 7               |
| Ирландия (IRMA)                       | 8               |
| Великобритания (OCC UK Singles)       | 13              |
| США (Billboard Hot 100)               | 5               |
| США (Billboard Hot R&B/Hip-Hop Songs) | 6               |
| США (Billboard Dance Club Songs)      | 1               |
| США (Cash Box Top 100)                | 6               |

## Сертификации и продажи
| Регион | Сертификация | Продажи  |
| --- | ------------ | -------- |
| Канада (Music Canada) | Платиновый   | 150 000^ |
| Великобритания (BPI) | Платиновый   | 600 000  |
| * Данные о продажах приведены только на основе сертификации. · ^ Данные о тиражах приведены только на основе сертификации. · Данные о продажах + прослушиваниях приведены только на основе сертификации. |              |          |